# Högestads mosse
Högestads mosse ligger cirka 10 km norr om Ystad i Skåne och är ett 79,4 hektar stort naturreservat. Området blev ett naturreservat år 1961 och är även Natura 2000-klassat och ingår som ett prioriterat område i ett flertal åtgärdsprogram för olika rödlistade arter. Reservatet innehar en ängs- och betesmarksmiljö som till största delen upptas av fuktängar och kärrmarker, där fastmarksuddar skjuter upp som låga och välmarkerade kullar.